# بوبي إليوت
بوبي إليوت (بالإنجليزية: Bobby Elliott)‏ هو موسيقي بريطاني وأمريكي، ولد في 8 ديسمبر 1941 في بيرنلي في المملكة المتحدة.